# Sávos pióca
A sávos pióca (Erpobdella vilnensis) a nyeregképzők (Clitellata) osztályának a piócák (Hirudinea) alosztályába, ezen belül az állkapocs nélküli, ragadozó életmódot folytató Erpobdellidae családba tartozó faj.

## Megjelenése
Kis vagy közepes termetű piócafaj, kifejlett állapotban legfeljebb 4,5 centiméter hosszú. Színezete a vörösbarnától a feketéig változhat, hátoldalán egy pár sötét sáv húzódik, melyeket keresztirányban foltsorok harántolnak. Testét szemölcsök borítják.

## Életmódja
Családjának más fajaihoz, például a hazánkban meglehetősen gyakori nyolcszemű nadályhoz (E. octoculata) hasonlóan nem képes vért szívni, hanem ragadozó életmódot folytat, kisebb testű férgeket és más vízi élőlényeket fogyaszt.

## Elterjedése
Kisebb folyóvizekben és nagyobb állóvizekben is megtalálható.